# Sangin distriktet
Sangin er et distrikt i den østlige Helmand Provins i Afghanistan. Dets befolkning, som er 100% Pasthtunsk, var 50.900 i 2005. Distrikscentret er byen Sangin.

## Eksterne links
- Map of Sangin district (PDF)

32°N 65°Ø / 32°N 65°Ø